# Mauricio González Alcerreca
Mauricio González Alcerreca (* 26. Dezember 1967 in Guadalajara, Jalisco) ist ein ehemaliger mexikanischer Fußballspieler auf der Position eines Verteidigers und aktueller -trainer. 

## Spieler
González Alcerreca begann seine fußballerische Laufbahn im Nachwuchsbereich des Club Atlas, bei dem er auch seinen ersten Profivertrag erhielt.
Die Saison 1993/94 verbrachte González beim Stadtrivalen Chivas, für den er sieben Einsätze in der Primera División bestritt.
Danach spielte González noch für die Monarcas Morelia, bevor er seine aktive Laufbahn aufgrund einer langwierigen Verletzung vorzeitig beenden musste.

## Trainer
Nach dem Ende seiner aktiven Laufbahn schlug González Alcerreca eine Trainerlaufbahn ein und arbeitete ab 2000 zunächst im Trainerstab seines ehemaligen Vereins Chivas Guadalajara.
Danach – und bis heute – arbeitete González (weitgehend oder sogar ausschließlich) als Assistenztrainer von Daniel Guzmán, den er bei seiner Tätigkeit für den Club Tijuana, die Leones Negros de la UdeG, den Tampico-Madero FC und (seit 2023) für den Tepatitlán FC unterstützte.